# Joseph Schmitt
Pour les articles homonymes, voir Schmitt.
Joseph Schmitt (surnommé « le Haydn hollandais ») est un compositeur de musique classique allemand, né à Gernsheim en 1734 et mort à Amsterdam  en 1791, qui fut actif en Allemagne et dans la République des Provinces-Unies des Pays-Bas.

## Biographie
Schmitt fut un étudiant de Karl Friedrich Abel, lui-même étudiant de Jean-Sébastien Bach et mentor de Wolfgang Amadeus Mozart.
Il vécut et travailla à l'abbaye d'Eberbach (Kloster Eberbach, Rheingau, Allemagne) en tant que religieux et musicien, composant et dirigeant la musique de l'abbaye. Il composa également de la musique profane à l'abbaye : de la musique de chambre et ses premières symphonies dont la plus grande partie a été publiée dans les années 1760 par les frères Hummel, éditeurs de musique néerlandais.
Joseph Schmitt s'installa ensuite aux Pays-Bas. Il fut le premier directeur musical et chef d'orchestre de la première salle de concert des Pays-Bas, la salle "Felix Meritis" à Amsterdam.
En tant que compositeur, chef d'orchestre, théoricien, éditeur et pédagogue, Joseph Schmitt apporta une immense contribution à la vie culturelle des Pays-Bas au XVIIIe siècle.

## Discographie
- 2006 : Early Symphonies and Chamber Music par la New Dutch Academy, dir. Simon Murphy (première mondiale; Pentatone Classics PTC 5186039)